# Över-Jädern
Över-Jädern är en sjö i Ockelbo kommun i Gästrikland och ingår i Gavleåns huvudavrinningsområde. Sjön har en area på 0,0855 kvadratkilometer och ligger 225 meter över havet.

## Delavrinningsområde
Över-Jädern ingår i det delavrinningsområde (675722-152547) som SMHI kallar för Utloppet av Över-Jädern. Medelhöjden är 246 meter över havet och ytan är 1,36 kvadratkilometer. Det finns inga avrinningsområden uppströms utan avrinningsområdet är högsta punkten. Vattendraget som avvattnar avrinningsområdet har biflödesordning 2, vilket innebär att vattnet flödar genom totalt 2 vattendrag innan det når havet efter 99 kilometer. Avrinningsområdet består mestadels av skog (75 procent) och sankmarker (11 procent). Avrinningsområdet har 0,09 kvadratkilometer vattenytor vilket ger det en sjöprocent på 6,3 procent.